# Alfred Mugabo
Alfred Mugabo (Kigali, 9 ottobre 1995) è un ex calciatore ruandese, di ruolo centrocampista.

## Carriera

### Club
Dal 2009 al 2014 ha giocato nelle giovanili dell'Arsenal, che nella stagione 2013-2014 l'ha anche aggregato alla prima squadra, con cui ha vinto una FA Cup. Successivamente è rimasto senza squadra per un anno, riprendendo a giocare nella stagione 2015-2016, nella quale ha giocato 5 partite nella nona divisione inglese con i dilettanti del Bedford; a stagione in corso si è trasferito all'Enfield Town, con cui ha giocato 8 partite nella settima divisione inglese. Nella stagione 2016-2017 è stato tesserato dal Dulwich Hamlet, squadra di settima divisione, per poi essere ceduto in prestito al Canvey Island, con cui ha giocato 9 partite nella medesima categoria. A gennaio si è trasferito al Metropolitan Police, con cui ha giocato altre 2 partite, sempre in settima divisione. Nella stagione 2017-2018 gioca al Braintree Town, in sesta divisione.

### Nazionale
Ha giocato 2 partite nei Mondiali Under-17 del 2011.
Il 16 giugno 2013 gioca la sua unica partita in nazionale maggiore, nella partita di qualificazione ai Mondiali persa per 1-0 in casa contro l'Algeria.

## Palmarès

### Club

#### Competizioni nazionali
- Coppa d'Inghilterra: 1

Arsenal: 2013-2014